# Lê Đức Thọ
Lê Đức Thọ (nascido Phan Đình Khải; Hà Nam, 14 de outubro de 1911 — Hanói, 13 de outubro de 1990) foi um político vietnamita.
Em 1973, Thọ foi indicado, junto com Henry Kissinger, para o Prêmio Nobel da Paz, mas recusou o prêmio. Até os dias atuais, apenas ele e Jean-Paul Sartre, rejeitaram a premiação. Sartre rejeitou o prêmio Nobel de literatura e Lê Đức Thọ o prêmio Nobel da paz.

## Biografia
Quando jovem se envolveu com política radical e em 1930 ajudou a estabelecer o partido comunista da Indochina. Fez campanha contra as regras francesas no Vietname e foi duas vezes preso por suas atividades políticas (1930-36 e 1939-44).
Em 1945 Lê Đức Thọ retornou a Hanoi e juntou-se a Ho Chi Minh e Vo Nguyen Giap para estabelecer a Liga Revolucionária do Vietnam (Vietminh). Até 1954 era líder da Vietminh no Vietnam do Sul. Membro do Politburo do Partido dos Trabalhadores do Vietnam, foi responsável por organizar a rebelião contra o governo do Vietnam do Sul.
Nas conversas sobre paz entre representantes do Vietnam do Sul, Vietnam do Norte, Estados Unidos e o NFL começaram em Paris, em Janeiro de 1969. Lê Đức Thọ serviu como o conselheiro especial da delegação do Vietnam do Norte e eventualmente transformou-se em líder do Vietnam do Norte nessas conversas.
Em outubro de 1972 os negociadores acharam uma fórmula para acabar com a guerra. O plano era que as tropas dos E.U.A se retirariam de Vietnam em troca de um cessar-fogo e o retorno de 566 prisioneiros americanos prendidos em Hanoi. Concordou-se também que os governos em Vietnam do Norte e Sul permaneceriam no poder até que se realizassem novas eleições para unir o país inteiro. Em 1973 ganhou, com Henry Kissinger, o Prémio Nobel da Paz, pelo seu papel na obtenção do acordo de cessar-fogo (com os EUA) na Guerra do Vietnam. No entanto, recusou o prémio.
O principal problema deste plano era que tropas estadunidenses sairiam do país, mas as tropas do Vietnam do Norte permaneceriam em suas posições no sul. Em um esforço para aplicar uma pressão sobre o Vietnam do Norte para retirar suas tropas, o presidente Richard Nixon requisitou uma série de novos ataques aéreos repentinos em Hanoi e em Haiphong. Foi o ataque bombardeio mais intenso na história do mundo. Em onze dias, 100 000 bombas jogadas nas duas cidades. O poder destrutivo era equivalente a cinco vezes o da bomba atômica usada em Hiroshima. Esta campanha do bombardeio foi condenada em todo o mundo. As manchetes de jornais incluíam: Genocídio, Barbarismo da Idade da Pedra e Selvagem e sem sentido.